# 岩村登志夫
岩村 登志夫（いわむら としお、1934年 - ）は、日本の歴史家。愛媛大学教授、神戸市外国語大学教授を務めた。別名福本 茂雄（ふくもと しげお）。

## 著書・訳書
- 『日本人民戦線史序説』校倉書房 1971.5 歴史科学叢書
- 『在日朝鮮人と日本労働者階級』校倉書房 1972.7 歴史科学叢書
- 『コミンテルンと日本共産党の成立』三一書房 1977.5
- 『戦後商業者運動の展開 : 阪神商工共済会の二十五年』阪神商工共済会 1980
- ヴェ・プリヴァーロフ著 ; 岩村登志夫訳『青年インタナショナル史』大月書店 1981.8